# 大梅濟日奇

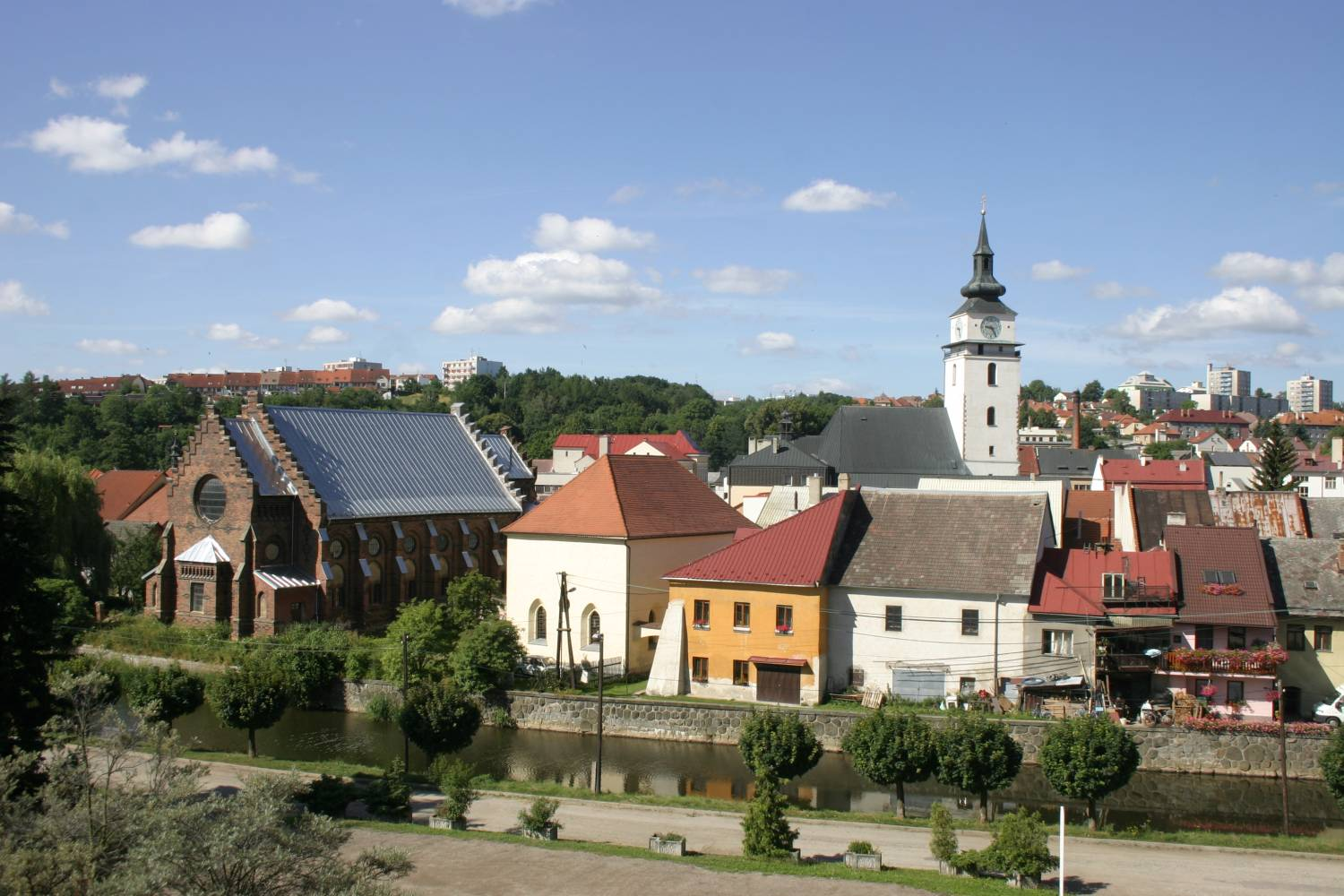

大梅濟日奇是捷克的城鎮，位於該國中部奧斯拉瓦河畔，距離首府伊赫拉瓦31公里，由維索基納州負責管轄，面積40.66平方公里，海拔高度425米，2014年人口11,662。